# Баричела
Баричѐла (на италиански: Baricella, на местен диалект Bariṡèla, Баризела) е градче и община в северна Италия, провинция Болоня, регион Емилия-Романя. Разположено е на 11 m надморска височина. Населението на общината е 6739 души (към 2010 г.).